# Лесников, Андрей Егорович
Андрей Егорович Лесников (20 мая 1912, Глубокий — 27 апреля 2005, Глубокий, Ростовская область) — советский железнодорожник, участник Великой Отечественной войны.

## Биография
Трудовую деятельность на железной дороге начал ещё до службы в армии, сначала — младшим кондуктором, потом — кочегаром паровоза. В 1933 году поступил на работу в паровозное депо «Глубокая» (в настоящее время эксплуатационное локомотивное депо «Лихая» Северо-Кавказской железной дороги) кочегаром паровоза.
На фронт Великой Отечественной войны был мобилизован с первых дней, в 14-ю эксплуатационную роту 29-й железнодорожной бригады. Один эпизодов его судьбы описан в третьем томе книги «Железнодорожные войска России», выпущенной в 2001 году к 150-летию ЖДВ.
Известен тем, что 25 апреля 1945 года как машинист паровоза в звании старшего сержанта, вместе со своими боевыми товарищами: помощником машиниста — младшим сержантом П. Клевацким и кочегаром — рядовым В. Дмитриевым, привёл первый военный эшелон в окружённый советскими войсками Берлин на станцию Лихтенберг (восточная окраина Берлина). Этот поезд, состоящий из трех платформ и паровоза ТЭ 52-1168, подтянул к передовым позициям наступления советских войск вооружение, боеприпасы, продовольствие, медикаменты и военнослужащих. Вести первый эшелон в уже бывшую к тому времени столицу рухнувшего Рейха доверили именно ему, как лучшему машинисту взвода. Чувствуя особую значимость задания, бригада специально готовилась — весь паровоз расписали белой краской: «За Родину!», «За Сталина!», «Вперед!».
В родной поселок Глубокий вернулся в 1946 году после демобилизации, год после победы отработав в Германии.
В послевоенной работе ему было присвоено звание лучшего машиниста сети дорог. Водил пассажирские поезда на паровозе ИС 20-396, работал машинистом-инструктором, дежурным по депо.
Жена скончалась после смерти Лесникова, остались дочь и внучка. Правнук — экскурсовод и писатель Павел Гнилорыбов.
Награждён орденом Отечественной войны 1 степени, медалями «За отвагу», «За освобождение Варшавы», «За взятие Берлина», «За победу над Германией» и другими.

## Память

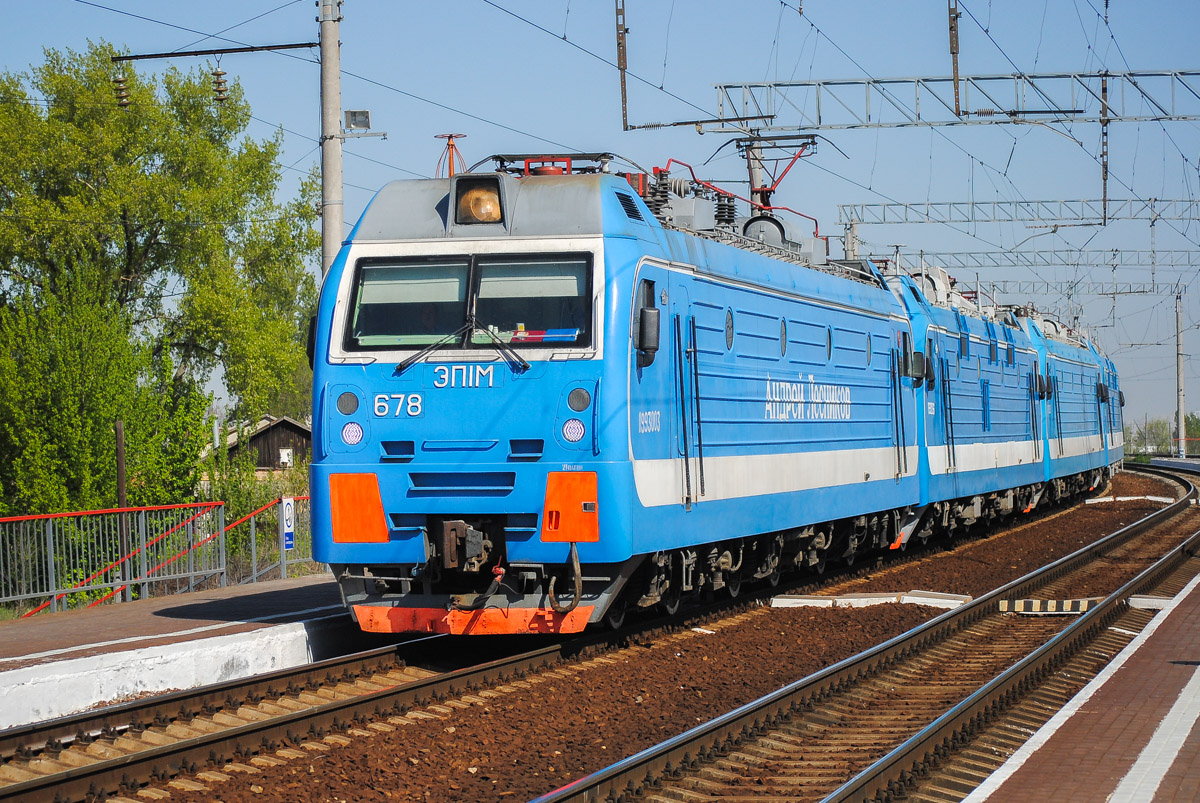
Электровоз ЭП1М-678 «Андрей Лесников» на станции Батайск

- Имя Лесникова увековечено в экспозиции музея Великой Отечественной войны на Поклонной горе в Москве.
- 27 июля 2011 года в локомотивном депо Лихая прошло торжественное мероприятие, посвященное присвоению электровозу ЭП1М-678[3] имени почетного железнодорожника — Андрея Лесникова.[4]
- Памятная табличка с именем Андрея Лесникова находилась также на электровозе ЧС4Т № 535, который был списан в августе 2013 года.[5]